# The Simpsons: Tapped Out
| Иноязычные издания | Иноязычные издания |
| Издание            | Оценка             |
| ------------------ | ------------------ |
| GameRevolution     | [ 2 ]              |

The Simpsons: Tapped Out — free-to-play-игра для операционных систем iOS и Android, основанная на американском мультсериале «Симпсоны» (англ. The Simpsons).

## История
Версия игры 1.0.0 для платформы iOS появилась в магазине приложений App Store 17 февраля 2012 года для Дании, Финляндии, Норвегии, Сингапура и Швеции. Позднее игра стала доступна пользователям других стран: 21 февраля — Канады; 29 февраля — Австралии, Ботсваны, Египта, Германии, Греции, Индонезии, Ирландии, Мексики, Новой Зеландии, Польши, Португалии, Румынии, России, Испании, Швейцарии, Турции, Великобритании; 1 марта — США. Большой приток пользователей привёл к чрезмерной нагрузке на игровые сервера, в результате чего многие пользователи испытывали трудности со входом в игру. 3 марта 2012 года игра была убрана из App Store для устранения возникших проблем, но доступ для скачавших её ранее сохранился. 16 августа игра была возвращена в App Store.
Версия игры для платформы Android появилась в магазине Google Play 3 февраля 2013 года, но скачать её могли лишь пользователи Нидерландов и Австралии. 6 февраля доступ к ней получили пользователи других стран. Основным отличием этой версии игры от версии для iOS стало отсутствие поддержки учётных записей сервиса Origin, что не позволило пользователям загружать один и тот же город на разных устройствах, а также посещать города других игроков-друзей. Позднее поддержка Origin была добавлена и для Android-версии.
26 сентября 2024 года компания Electronic Arts заявила, что игра будет удалена из цифровых магазинов 31 октября 2024 года, а 25 января 2025 года игровые сервера будут отключены.

## Игровой процесс
Сюжет игры довольно прост, и о начале истории повествует небольшой вступительный ролик. Гомер Симпсон, инспектор по безопасности сектора атомной электростанции Спрингфилда, в очередной раз проявляет свою некомпетентность, играя на рабочем месте в компьютерную игру на планшете myPad (по сути — альтернативное развитие сюжета серии S24E06: A Tree Grows in Springfield). Как следствие, он оказывается слишком занятым, чтобы отреагировать на предупреждение о выходе ядерного реактора из строя. Это приводит к взрыву, который уничтожает весь город и раскидывает его жителей по окрестностям. В итоге Гомер остается один посреди пустого поля. На самом деле город взорвал робот Р. О. С. А., об этом игрок узнаёт в процессе игры.
Как и в других freemium-играх для мобильных устройств, в The Simpsons: Tapped Out есть два основных отличия от «обычных» игр для настольных компьютеров:
- Выполнение большинства действий требует затрат реального времени (порой до 24 часов, а то и дольше). При этом учитывается время, прошедшее между выходом из игры и повторным входом в неё. То есть можно поставить выполнение задания, требующего 8 часов времени, выйти из игры, зайти в неё через 8 часов и обнаружить, что задание выполнено.
- Наличие «премиум»-валюты, покупаемой за реальные деньги — «пончиков» (англ. donuts, созвучно с англ. donate (donation), «пожертвование») — за которую можно приобрести уникальный контент или ускорить завершение заданий.

В игре также имеется своё «пасхальное яйцо»: если несколько раз нажать на Гомера, он начнёт смеяться от щекотки; если продолжить его щекотать, то появится надпись о том, что вы обнаружили игровой секрет и в награду получаете 10 пончиков и статую отца-основателя Джебедая Спрингфилда. Намёк на данный секрет можно обнаружить в рекламном ролике игры, выпущенном ещё в феврале 2012 года — в нём Гомер играет в myPad и таким же образом щекочет своё виртуальное альтер-эго, из которого при этом выпадают пончики.

## Сезонные дополнения
Для поддержания интереса игроков к своему продукту разработчики выпускают сезонные обновления, являющиеся отсылками к эпизодам сериала. Во время этих обновлений во внутриигровом магазине появляются уникальные предметы, сооружения и персонажи из этих эпизодов, бо́льшая часть из которых перестаёт быть доступной по окончании события.
- Treehouse of Horror XXV (S26E04, «Маленький домик ужасов на дереве 25»)[14].
- Christmas («Рождество»)[15].
- Valentine’s Day («День святого Валентина»)[16].
- Whacking Day (S04E20, «День изгнания»)[17].

## Коммерческий результат
В соответствии с финансовым отчётом Electronic Arts на конец сентября 2012 года рекордное количество активных пользователей за день составило 2,8 млн человек. В следующем квартале (октябрь—декабрь) доход от «бесплатного» программного продукта превысил 23 млн долларов. Общий доход за период с августа 2012 года по март 2013 года составил почти 50 млн долларов.